# Calomyscus elburzensis
Calomyscus elburzensis är en gnagare i släktet mushamstrar som förekommer i centrala Asien. Populationen listades tidvis som en underart till Calomyscus bailwardi men Calomyscus elburzensis är inte lika stor och den har kortare öron i jämförelse med andra kroppsdelar. I andra avhandlingar betraktades populationen som ett synonym till Calomyscus mystax men på grund av avvikande genetiska egenskaper listas Calomyscus elburzensis sedan 2005 åter som art. Hybrider mellan Calomyscus elburzensis och Calomyscus mystax med fortplantningsförmåga är däremot vanligt förekommande.

## Utseende
Vuxna exemplar är 82 till 88 mm långa (huvud och bål), har en 84 till 90 mm lång svans och 18 till 21 mm långa bakfötter samt 15 till 20 mm stora öron. Viktuppgifter saknas. Ovansidans hår är svarta vid roten, gulbruna i mitten och åter svarta vid spetsen vad som ger ett mörkt gulbrunt utseende. På undersidan förekommer vit päls. Påfallande är den smala första molara tanden per sida i överkäken.

## Utbredning
Calomyscus elburzensis lever i södra Turkmenistan, norra Iran och västra Afghanistan. Artepitet i det vetenskapliga namnet syftar på bergskedjan Elburz som ingår i utbredningsområdet. Individerna vistas i klippiga områden med glest fördelad växtlighet. Typiska växter i regionen är Juniperus excelsa, stenros, persisk berberis (Berberis integerrima), efedraväxter (Ephedraceae) och Paliurus aculeatus.

## Levnadssätt
Denna gnagare är främst nattaktiv men den kan även vara dagaktiv. Individerna lever främst ensam och större grupper registreras sällan. Exemplar som hölls i fångenskap i samma bur var aggressiva mot varandra. Till exempel blev honor efter parningen stridslystna mot hannarna och ibland blev en hanne uppäten. Calomyscus elburzensis har främst frön och blommor som föda och den vilar i underjordiska bon. Arten kan även bygga ett näste av gräs och andra mjuka material som fårull som göms i bergssprickor. Ungarna föds under våren och sommaren efter 30 till 31 dagar dräktighet. De föds blinda och de får synförmåga efter 13 till 21 dagar. Könsmognaden infaller oftast efter 6 till 7 månader.

## Bevarandestatus
För beståndet är inga hot kända. Calomyscus elburzensis är i några regioner av utbredningsområdet sällsynt men hela populationen antas vara stor. IUCN listar arten som livskraftig (LC).